# Принцип актуализма
Принцип актуализма (от лат. actualis — настоящий, действительный) в науке — презумпция, состоящая в том, что в прошлом действовали те же самые законы природы, что и в настоящее время.

## Сущность принципа
Принцип актуализма требует при любых реконструкциях событий и явлений, имевших место в прошлом, исходить из того, что они происходили по тем же законам и принципам, по которым происходят нынешние. В формулировке Геттона принцип звучит так: «Настоящее есть ключ к прошлому». Следование принципу актуализма позволяет моделировать ныне не существующие объекты и системы, изучать их строение и функционирование, формируя картину прошлого и получая, таким образом, возможность прослеживать закономерности развития мира.
Принцип актуализма не является ни законом природы, ни аксиомой, принимаемой без доказательства в научных исследованиях. Он является презумпцией, то есть принципом, который в конкретных случаях принимается как рабочая гипотеза до тех пор, пока имеющиеся факты не опровергают его действенность. В применении к историческим исследованиям (в широком смысле этого слова, включая сюда не только историю человечества, но и геологию, и палеонтологию, и астрофизику, и прочие дисциплины, предмет изучения которых хотя бы частично находится в прошлом) принцип актуализма предписывает считать, что в прошлом любые системы функционировали по тем же законам, что и их современные аналоги. Отход от этого принципа возможен, когда в конкретном случае обнаруживаются факты поведения системы, отличного от современного. На практике, как правило, оказывается, что во всех подобных случаях разница в поведении имеет место тогда, когда система в прошлом была не вполне аналогична нынешним, с которыми её соотносят.

## Обоснование
Принцип актуализма является следствием, с одной стороны, принятия рационального типа мышления, с другой — применения известного логического принципа, известного как Бритва Оккама: «Не следует умножать сущности без необходимости». В применении к данному случаю он требует, чтобы из всех возможных объяснений некоторого явления выбиралось самое простое, описывающее данное явление адекватно. Следовательно, если известных законов достаточно для объяснения некоторого явления или процесса прошлого, то введение каких-то других, специфических «законов прошлых событий» является избыточным.

## Термины
«Принцип актуализма» (или метод актуализма) иногда считают синонимом метода «аналогии». Но метод аналогии не является методом доказательства, он является методом формулирования гипотез и, следовательно, закономерности, полученные методом актуализма, должны были бы пройти процедуру доказательства их объективности.